# Seznam guvernerjev Nevade
Seznam guvernerjev Nevade.
| #  | Ime                     | Stranka                      | Mandat    |
| -- | ----------------------- | ---------------------------- | --------- |
| 1  | Henry G. Blasdel        | Republikanec                 | 1864–1871 |
| 2  | Lewis R. Bradley        | Demokrat                     | 1871–1879 |
| 3  | John H. Kinkead         | Republikanec                 | 1879–1883 |
| 4  | Jewett W. Adams         | Demokrat                     | 1883–1887 |
| 5  | Charles C. Stevenson    | Republikanec                 | 1887–1890 |
| 6  | Frank Bell              | Republikanec                 | 1890–1891 |
| 7  | Roswell K. Colcord      | Republikanec                 | 1891–1895 |
| 8  | John E. Jones           | Srebrna stranka ZDA          | 1895–1896 |
| 9  | Reinhold Sadler         | Srebrna stranka ZDA          | 1896–1903 |
| 10 | John Sparks             | Srebrna stranka ZDA-Demokrat | 1903–1908 |
| 11 | Denver S. Dickerson     | Srebrna stranka ZDA-Demokrat | 1908–1911 |
| 12 | Tasker L. Oddie         | Republikanec                 | 1911–1915 |
| 13 | Emmet D. Boyle          | Demokrat                     | 1915–1923 |
| 14 | James G. Scrugham       | Demokrat                     | 1923–1927 |
| 15 | Fred B. Balzar          | Republikanec                 | 1927–1934 |
| 16 | Morley Griswold         | Republikanec                 | 1934–1935 |
| 17 | Richard Kirman starejši | Demokrat                     | 1935–1939 |
| 18 | Edward P. Carville      | Demokrat                     | 1939–1945 |
| 19 | Vail M. Pittman         | Demokrat                     | 1945–1951 |
| 20 | Charles H. Russell      | Republikanec                 | 1951–1959 |
| 21 | Grant Sawyer            | Demokrat                     | 1959–1967 |
| 22 | Paul Laxalt             | Republikanec                 | 1967–1971 |
| 23 | Mike O'Callaghan        | Demokrat                     | 1971–1979 |
| 24 | Robert List             | Republikanec                 | 1979–1983 |
| 25 | Richard Hudson Bryan    | Demokrat                     | 1983–1989 |
| 26 | Bob Miller              | Demokrat                     | 1989–1999 |
| 27 | Kenny Guinn             | Republikanec                 | 1999—     |